# 三尊

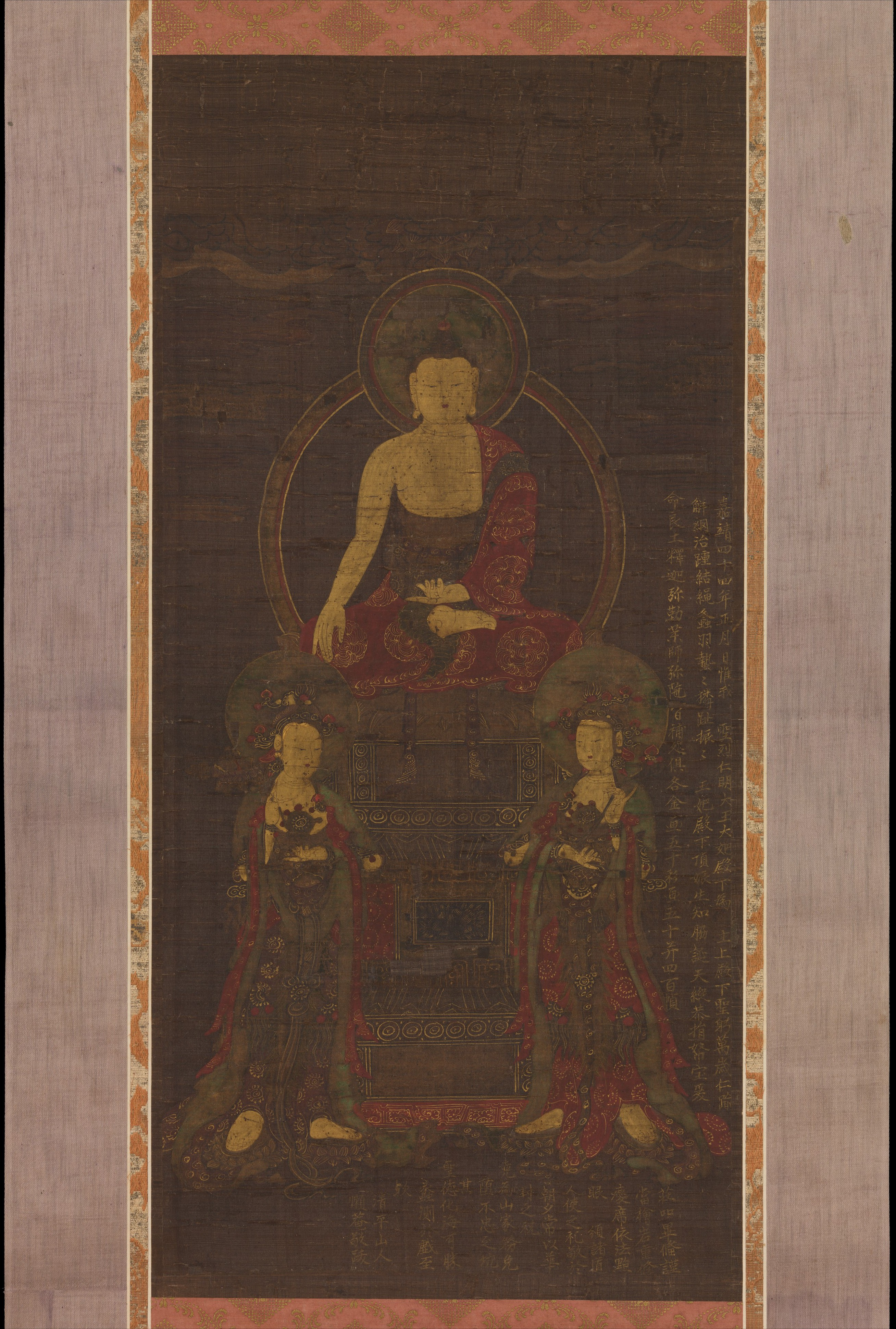
大都會藝術博物館館藏1565年朝鮮釋迦三尊畫像卷軸

三尊，又稱為三聖，是東亞佛教、道教和民間信仰的神佛造像術語。三尊形式最早起源於印度，是呈現神佛造像的一種方式，以中尊為主，左右二尊脅侍，表彰中尊之功德、協助教化眾生。
「尊」是佛教、道教對神佛尊敬的量詞，日本神道對神的量詞稱為「柱」。

## 三尊像列表

### 佛教
脅侍可以是菩薩、聲聞、明王、天人、童子等，常見組合如下：
- 釋迦三尊：釋迦牟尼佛、大迦葉尊者、阿難陀尊者，[2]或搭配藥王菩薩、藥上菩薩；金剛手菩薩、蓮華手菩薩；梵天、帝釋天等[5]
- 華嚴三聖：毗盧遮那佛（或釋迦牟尼佛）、文殊菩薩、普賢菩薩，其中毗盧遮那表示理智完備，文殊表示大智、對真理之理解，普賢表示大行（發大誓願、積大功德[6]）、法界及其真理[7][8]，亦稱為「釋迦三尊」[2]
- 娑婆三聖：釋迦牟尼佛、觀世音菩薩、地藏王菩薩，其中觀音表大悲，地藏表大願[9][10]
- 西方三聖（彌陀三尊）：阿彌陀佛、觀世音菩薩、大勢至菩薩，其中觀音表示慈悲、勢至代表智慧[2]
- 東方三聖（藥師三尊）：藥師佛、日光菩薩、月光菩薩，或搭配藥王菩薩、藥上菩薩[2]
- 兜率三聖（彌勒三尊）：彌勒佛、法華林菩薩（華或作花，或稱法音輪）、大妙相菩薩[11][12]
- 華嚴三大士：觀世音菩薩、文殊菩薩、普賢菩薩[10]
- 觀音菩薩、善才、龍女[13]
- 地藏王菩薩、道明尊者、閔公尊者[14]
- 傅大士、普建童子、普成童子：二童子為傅大士之子，俗稱「笑佛」。由於傅大士創設輪藏（立有中柱、共八面，可轉動之經書架），故後世常於輪藏前供奉[15][16]
- 不動三尊：不動明王、矜羯羅童子、制多迦童子[2]
- 密宗事部三怙主（三族姓尊）：文殊菩萨、四臂观音、金刚手菩萨
- 长寿三尊：无量寿佛（长寿佛）、白度母、尊胜佛母

一佛二弟子
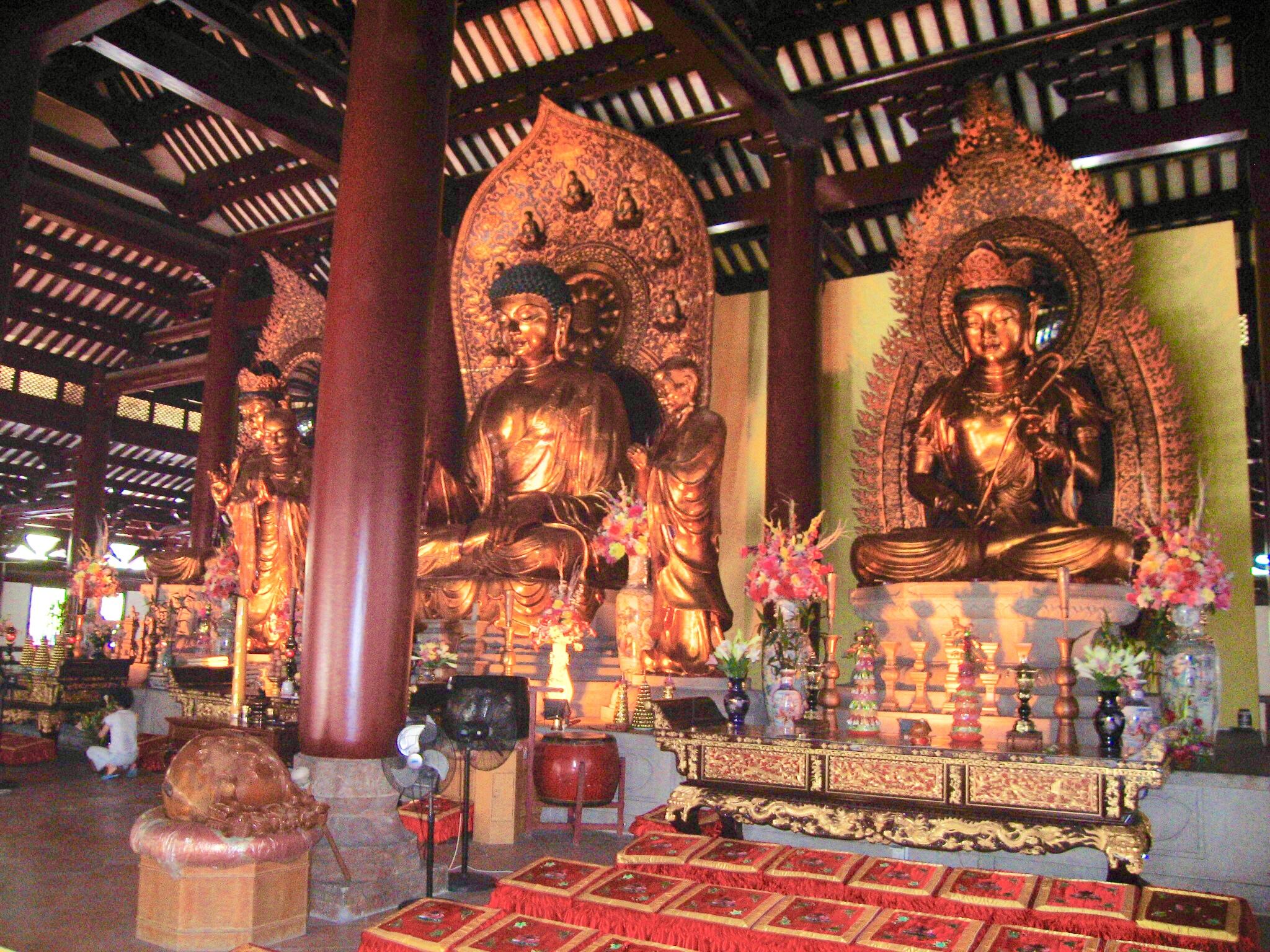
华严三圣
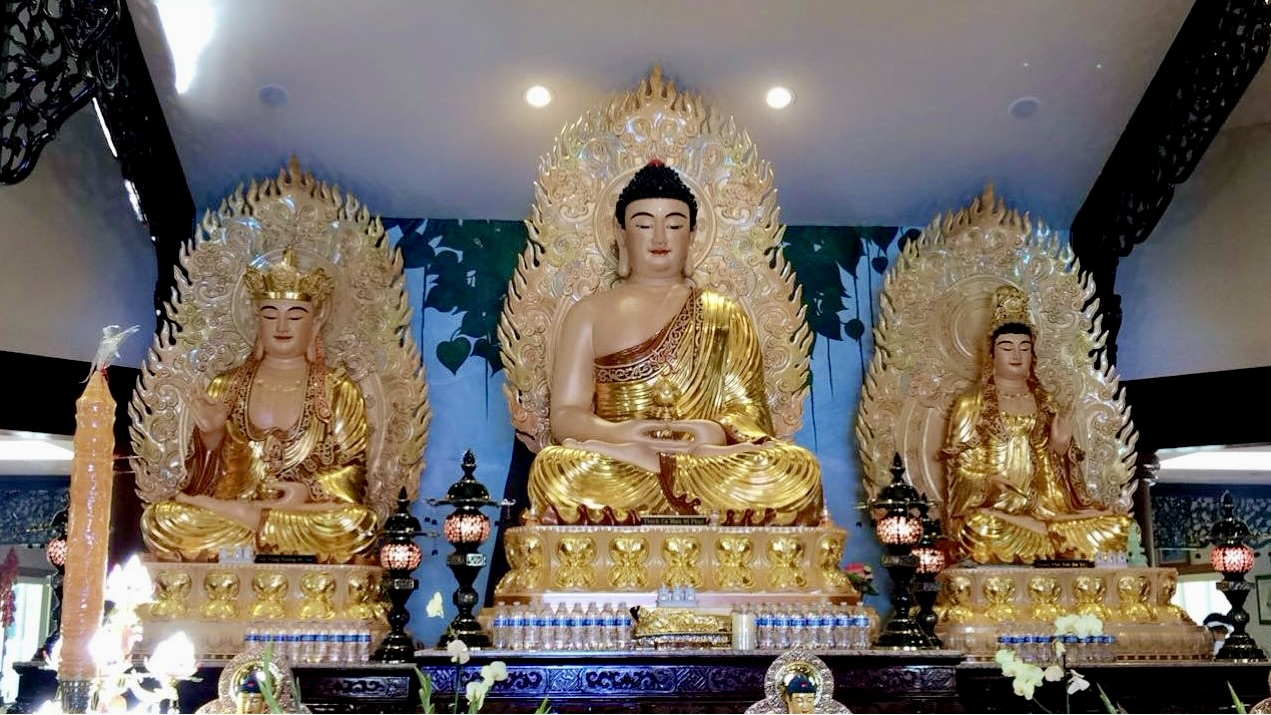
娑婆三圣
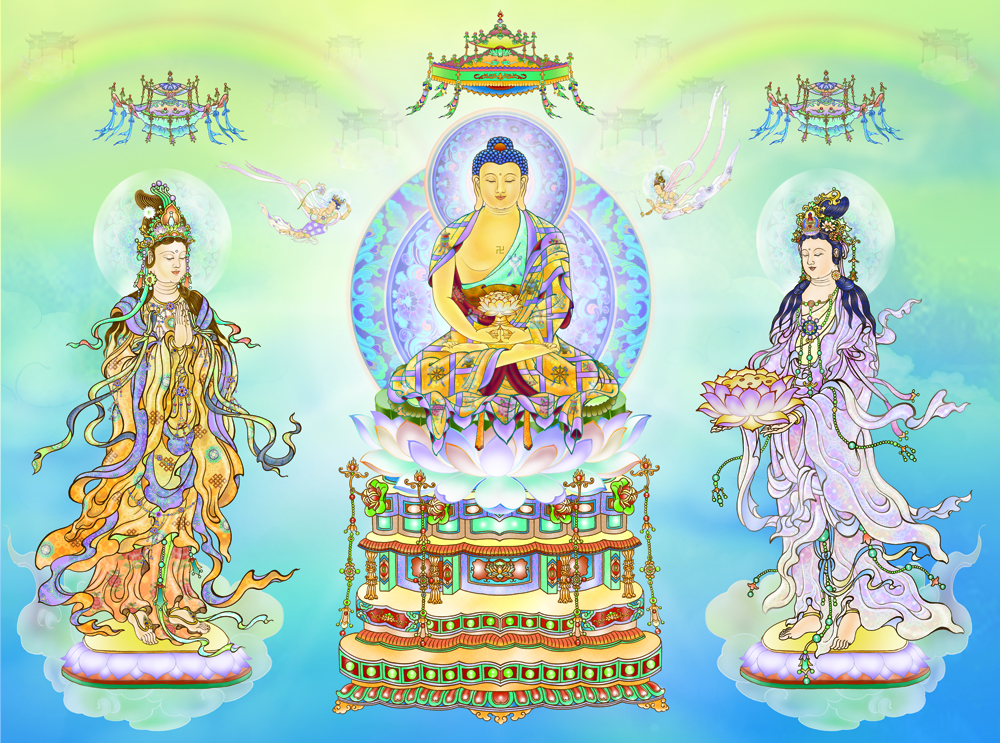
西方三圣
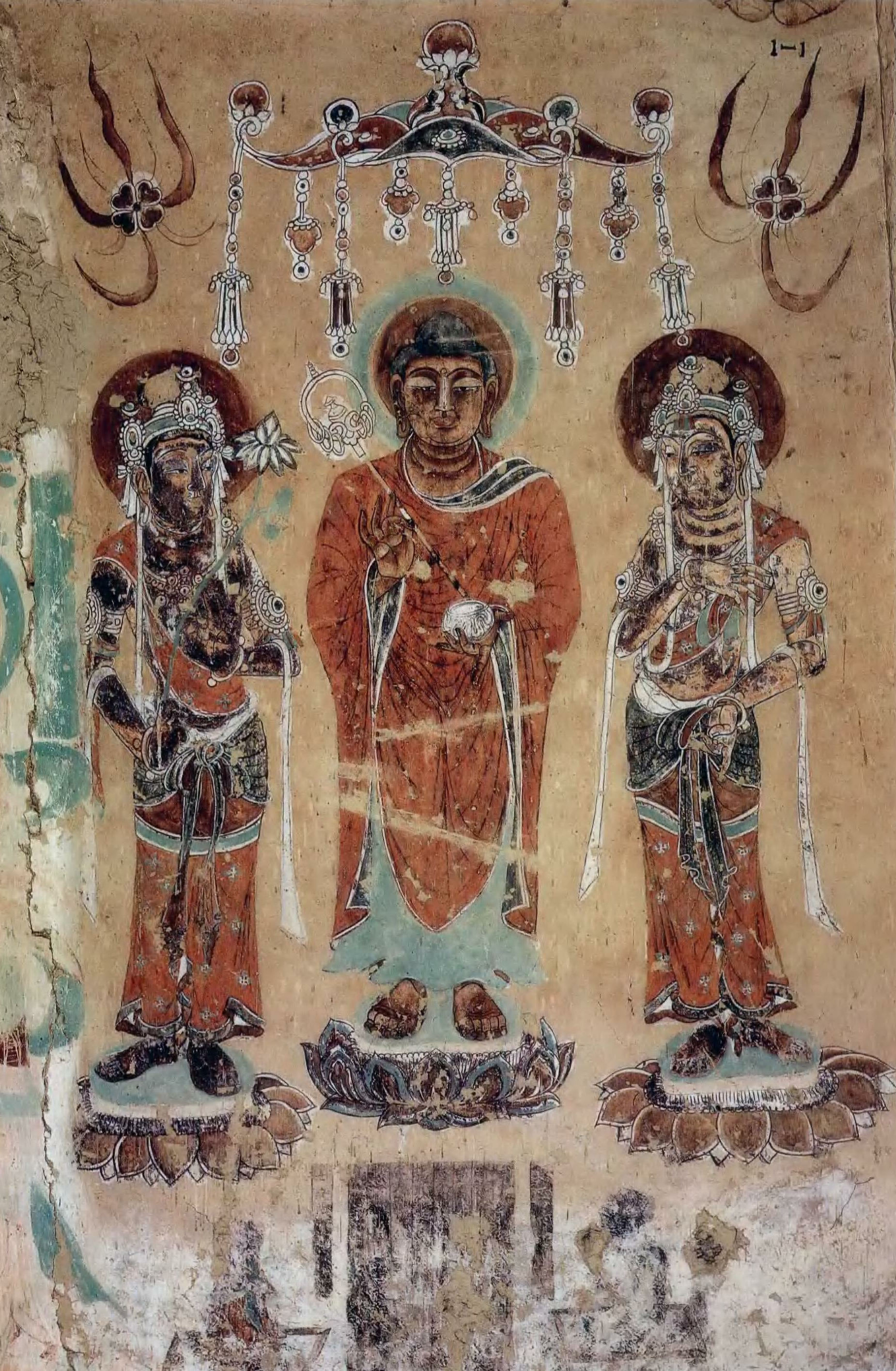
东方三圣
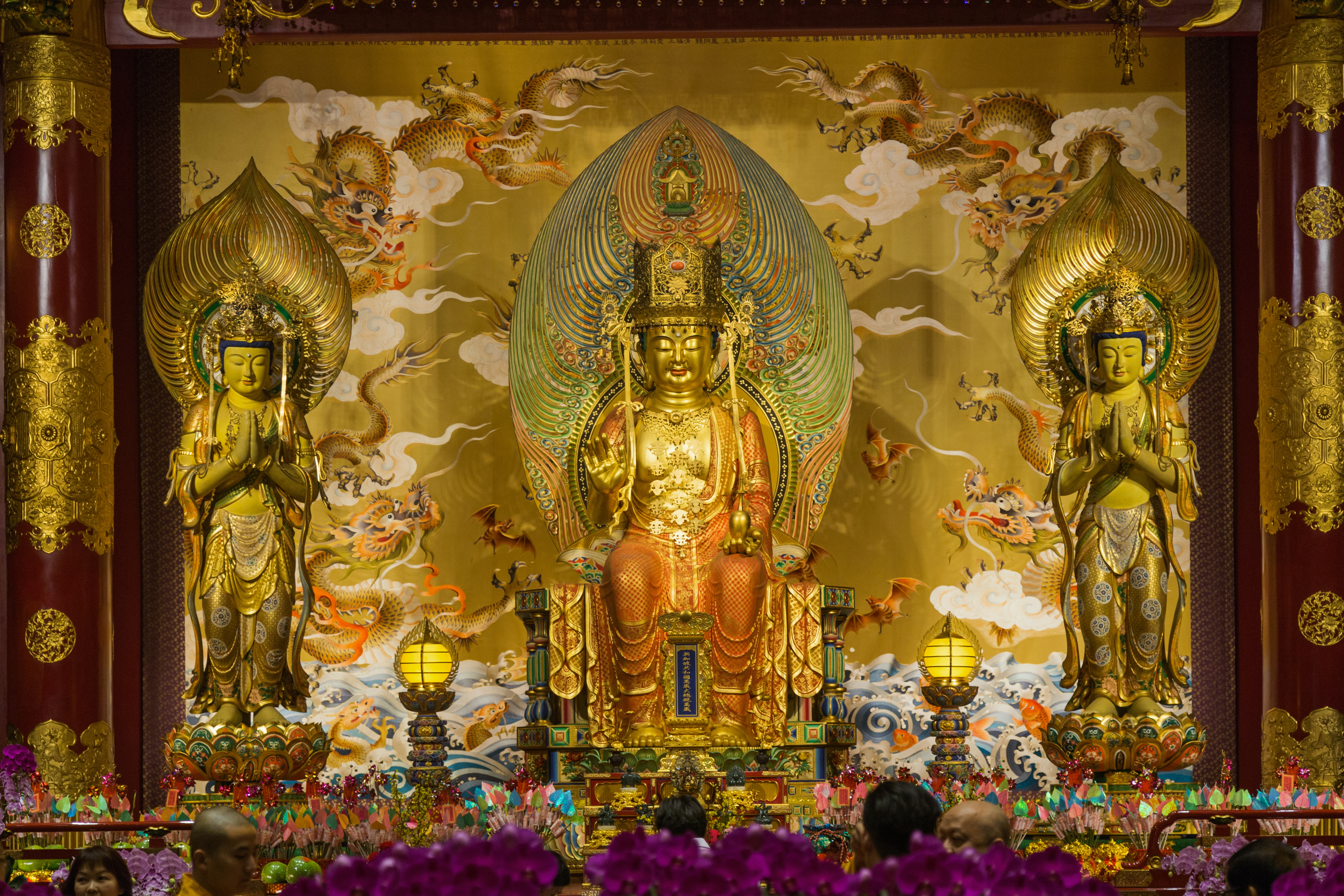
兜率三圣
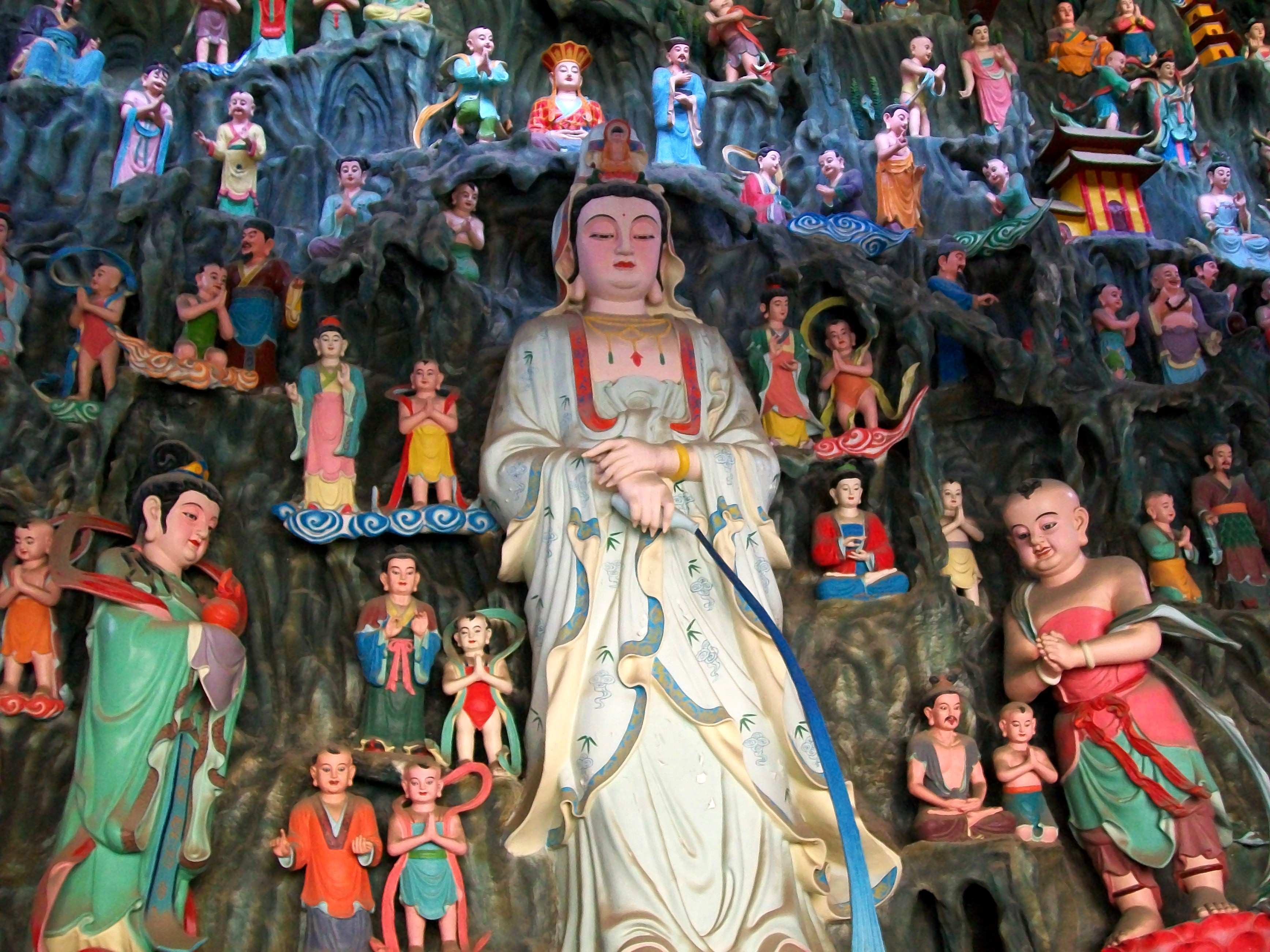
观音菩萨和善财、龙女
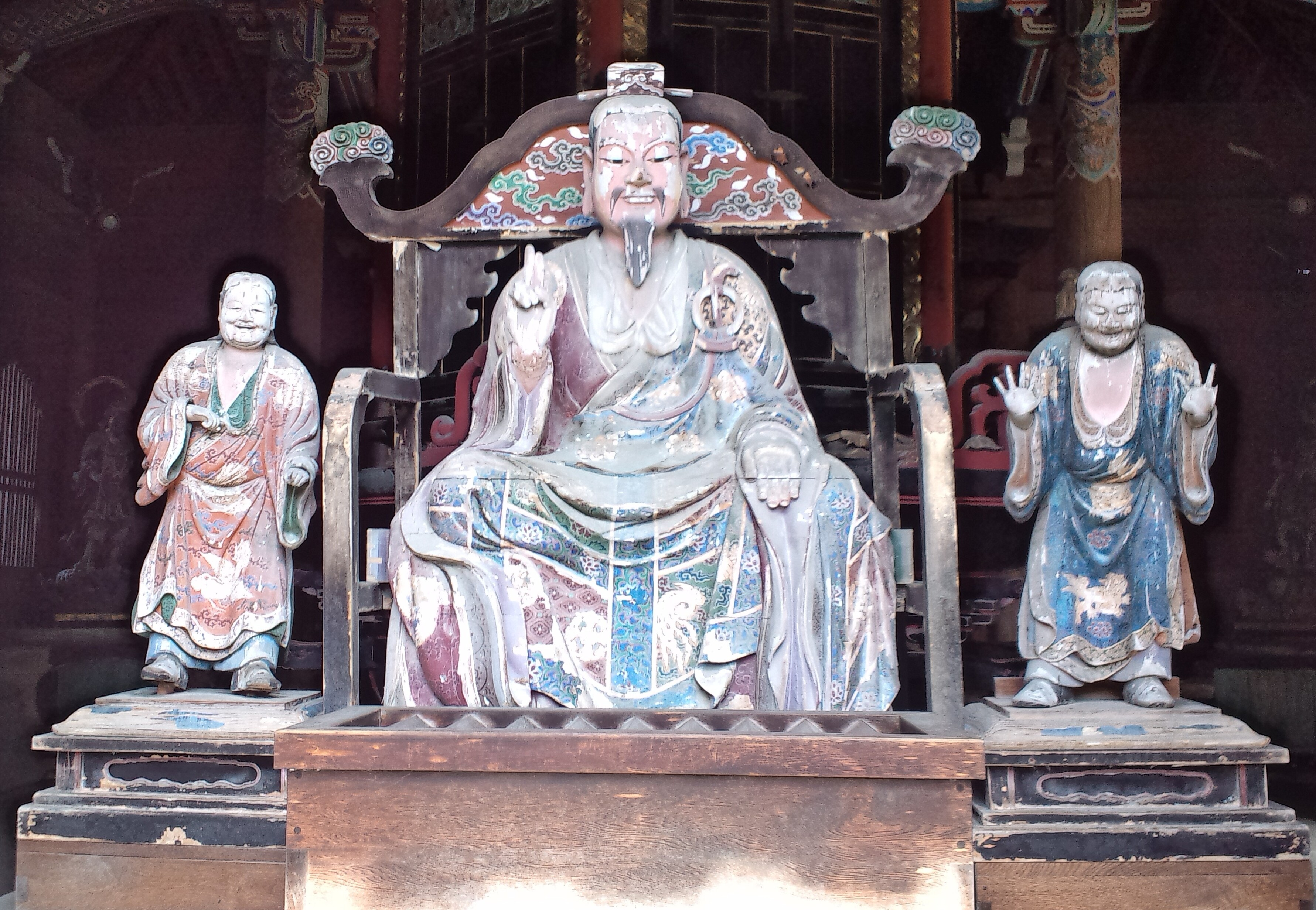
傅大士三尊
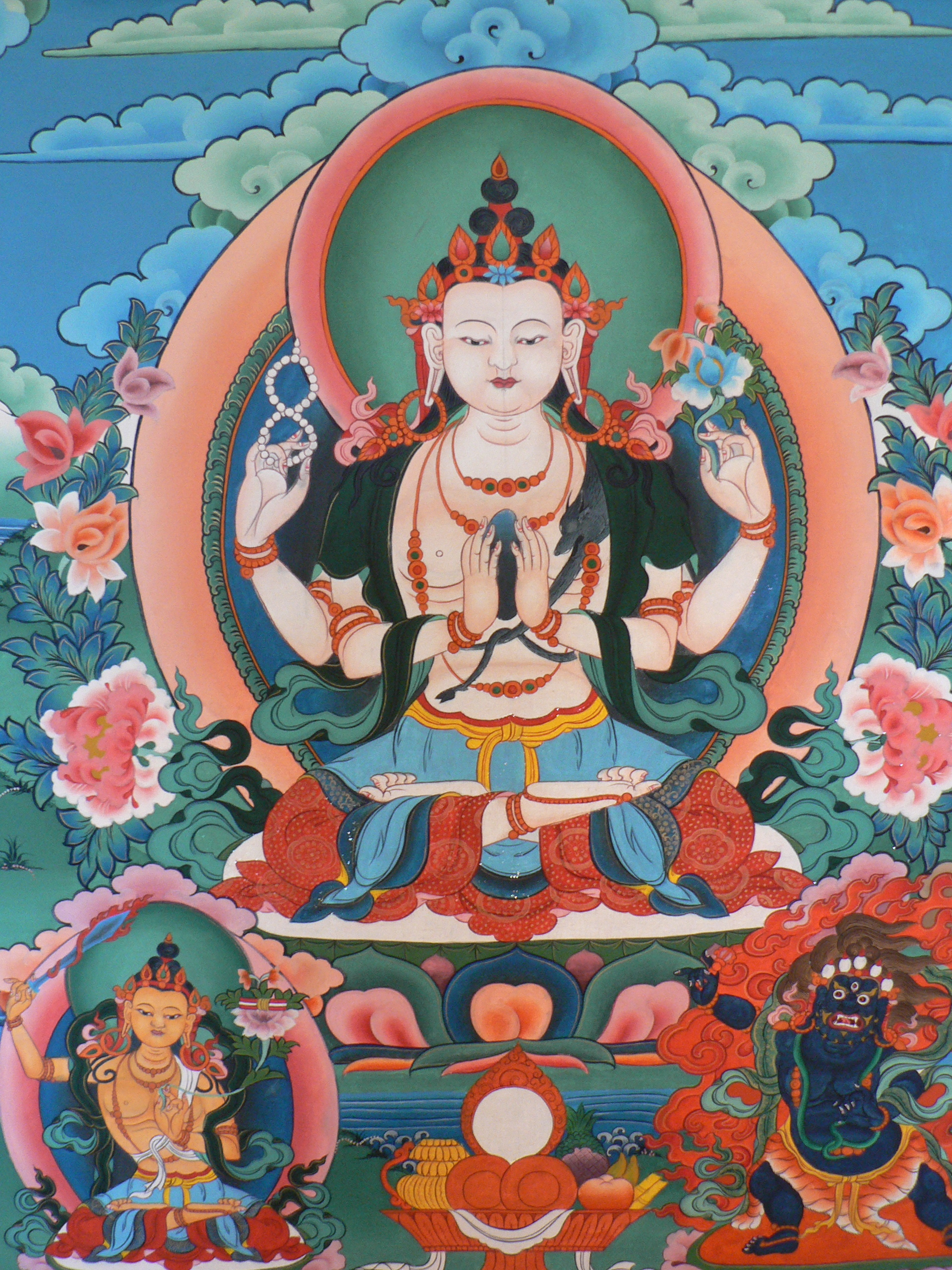
密宗事部三怙主

### 道教
早期道教文化中並沒有崇拜神像的需求，所以道教的造像要晚於佛教。現存最古老的道教造像，製成於南北朝的北魏時期。陶弘景在茅山建築佛、道二堂，交互進行禮敬，但佛堂之中安置有尊佛，道堂之中沒有；所以陶弘景模仿佛教造像，在道堂中製作天尊神像，並在左右伴有二位真人，從而在道堂中放置三尊像。
- 三清：道德天尊、元始天尊、灵宝天尊
- 關聖帝君、關平將軍、周倉將軍

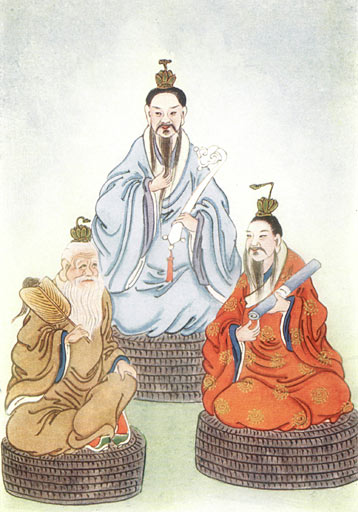
三清
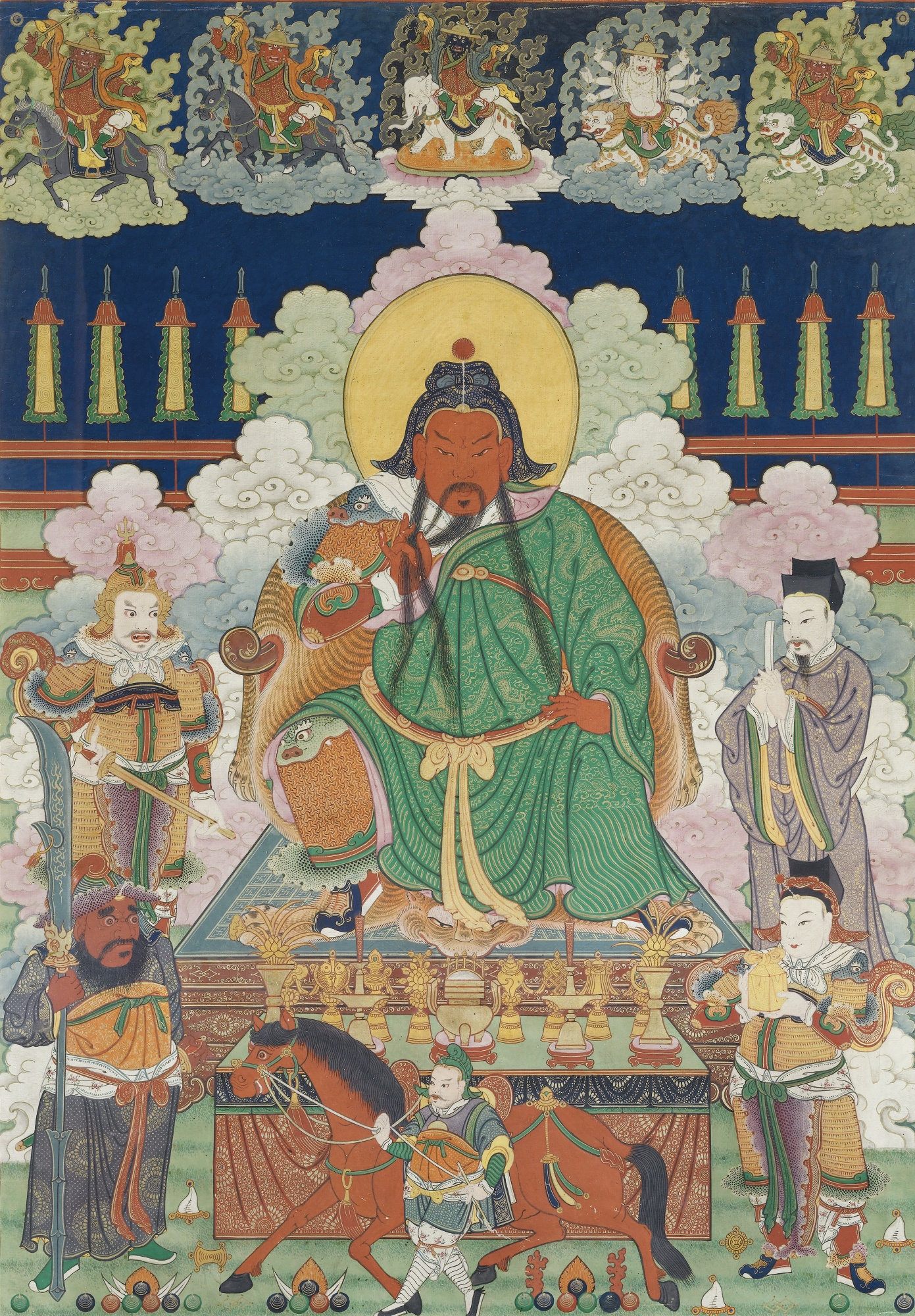
关圣帝君三尊像

### 印度教
印度教也有类似的三尊形式：
- 三相神：梵天、毗湿奴、湿婆
- 三女神：辩才天女、吉祥天女、雪山神女
- 三兄妹像：大力罗摩、妙贤（英语：Subhadra）、札格纳特（主尊不在正中）
- 泰米尔三女神：鱼目母（英语：Meenakshi）、爱目母、宽目母（英语：Visalakshi）
- 辩才天女、吉祥天女、象头神
- 玛哈帕布、吉祥主黑天、亚穆纳河神
- 室建陀、天军（英语：Devasena）、瓦丽（英语：Valli）
- 毗湿奴、吉祥天女、地母（英语：Bhumi (goddess)）
- 罗摩、罗什曼那、悉多

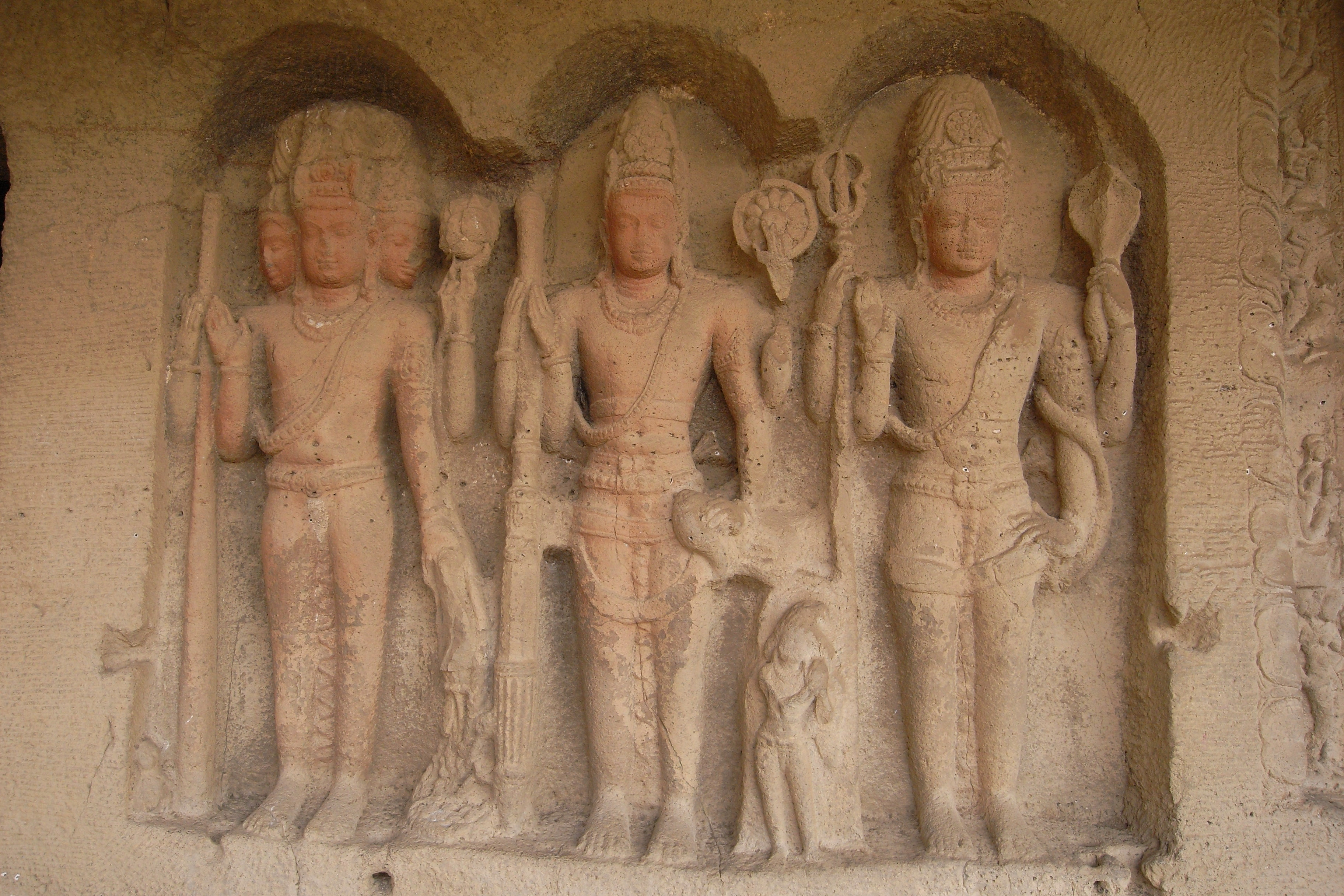
三相神
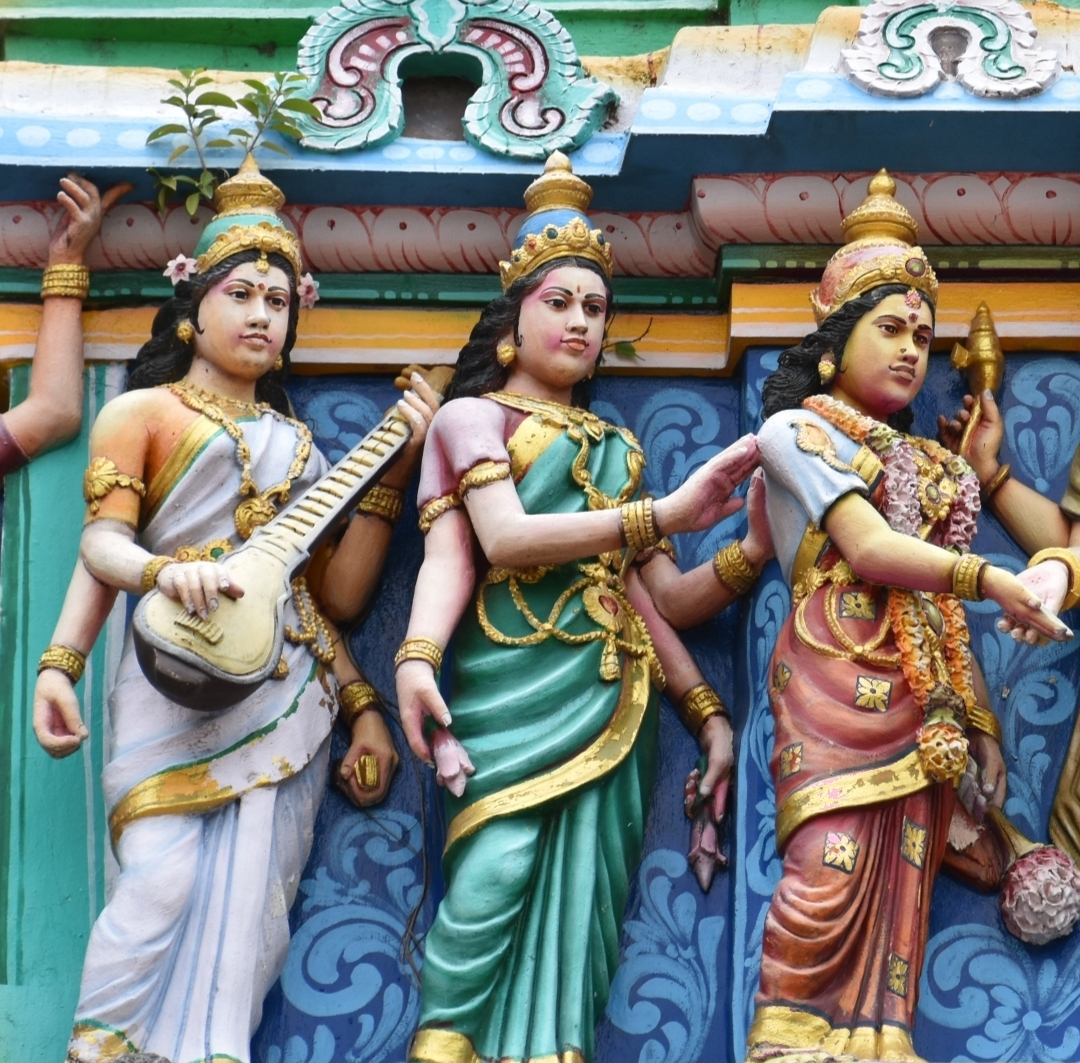
三女神
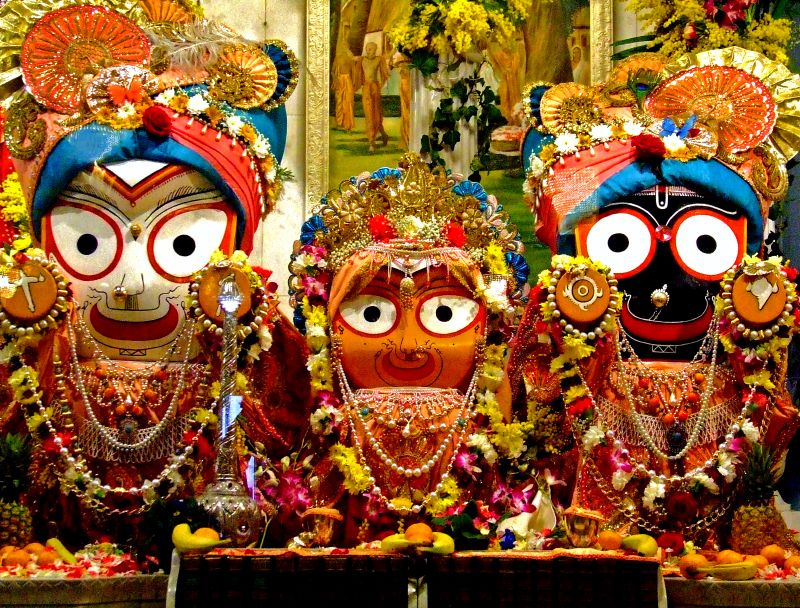
三兄妹像
泰米尔三女神
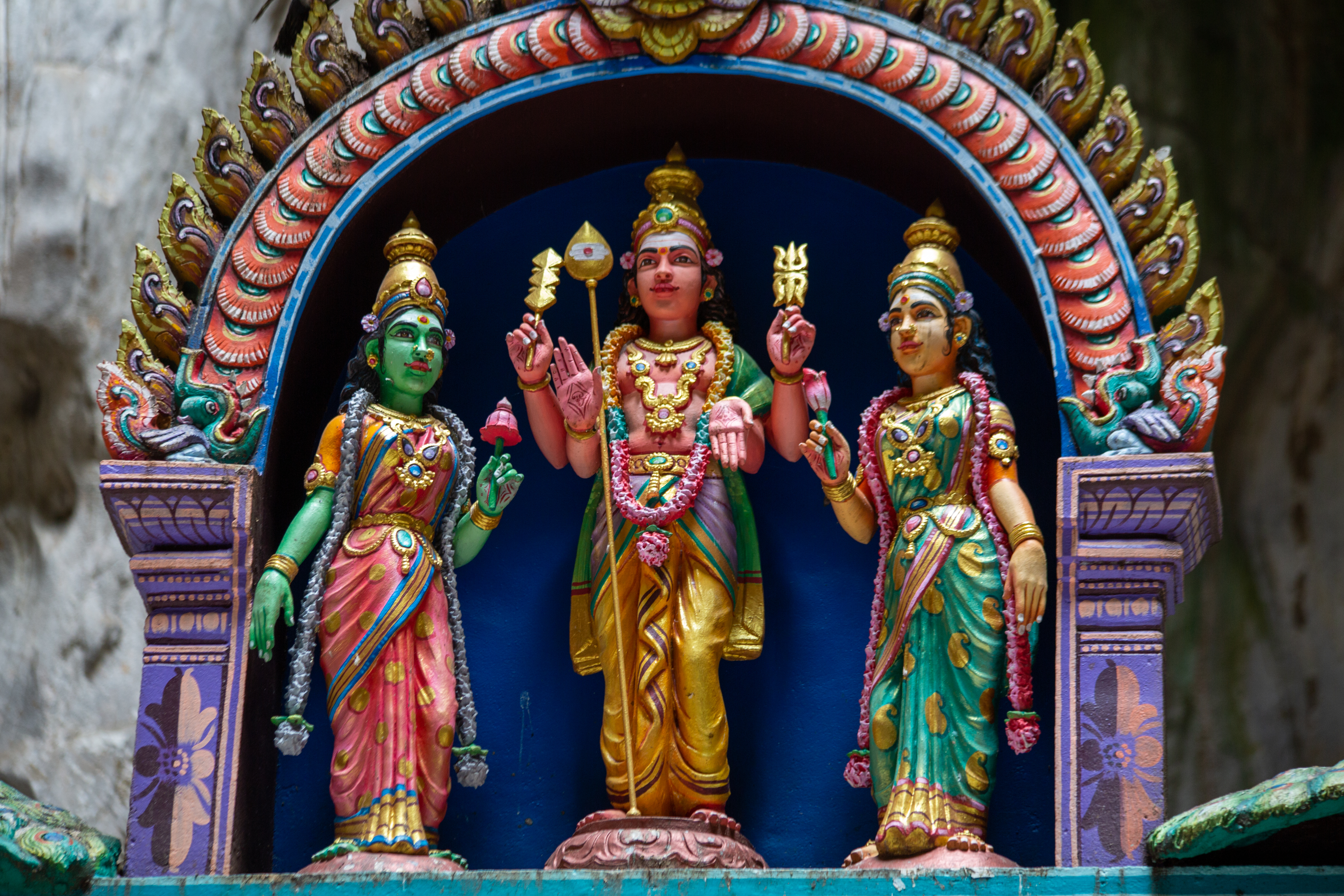
室建陀三尊像
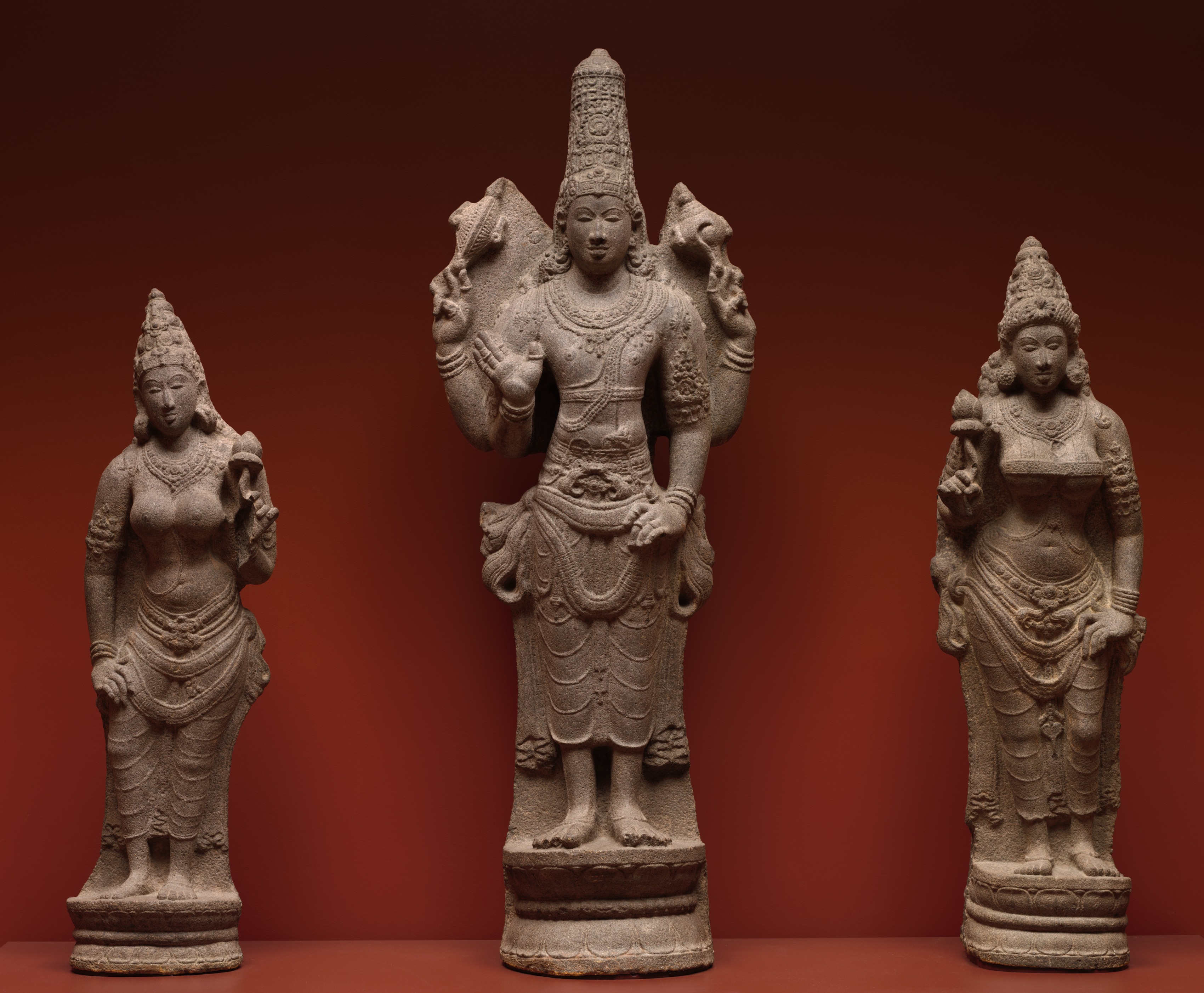
南印毗湿奴三尊像
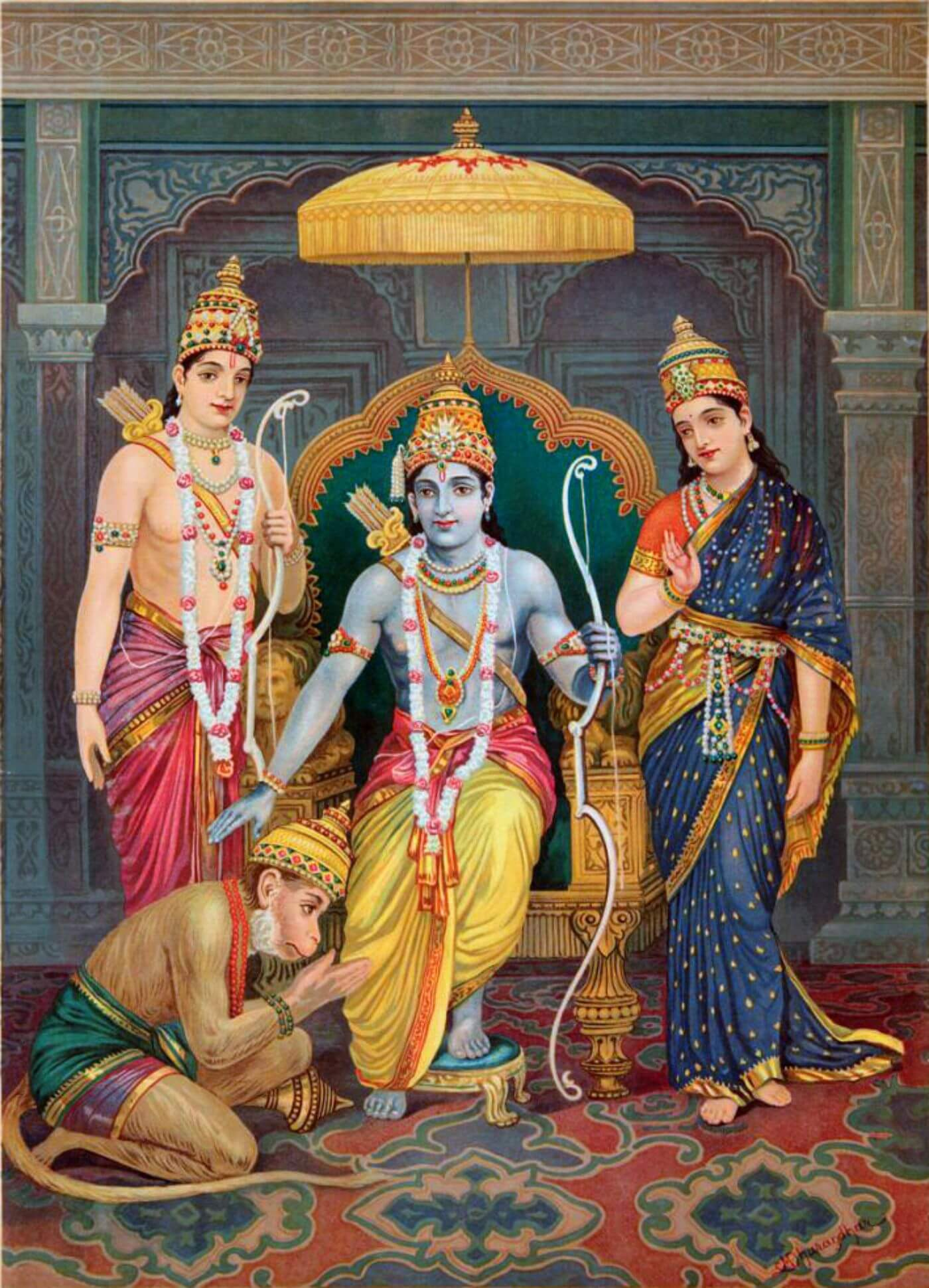
罗摩三尊像

### 儒教
儒教的三尊形式通常为孔子和他的弟子，或是其他代表人物。
- 孔子、孟子、荀子
- 孔子、子路、颜回[18]
- 孔子、颜回、曾子[19]

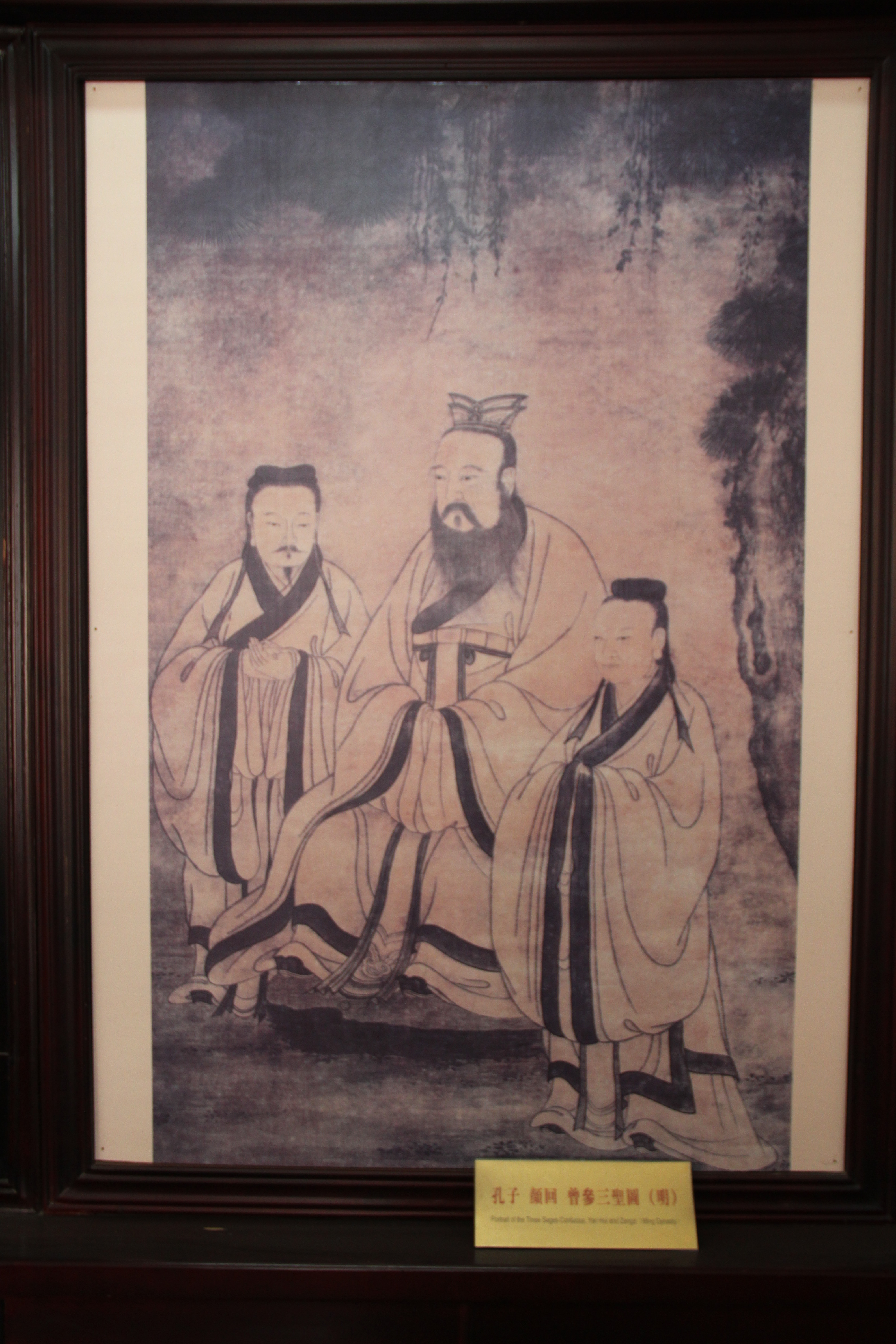
孔子三尊像

## 造像
三尊形式的主要造像有：
1. 三尊立像
2. 三尊坐像
3. 中尊坐像，脅侍立像
4. 中尊坐像，脅侍跪坐

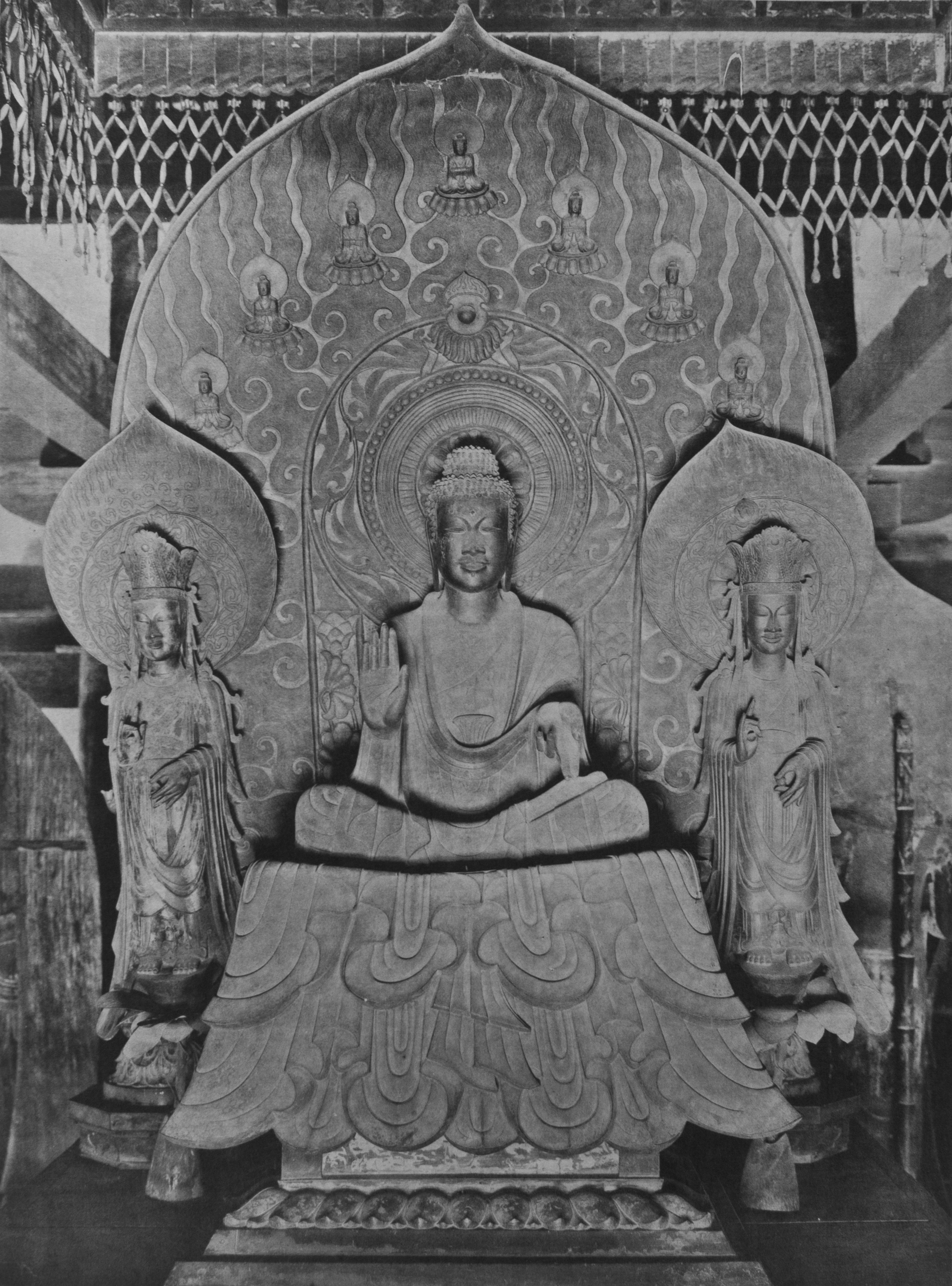
日本奈良縣法隆寺金堂釋迦三尊像

如果三尊佛像共享一光背，則稱之為「一光三尊」，其光背通常為舟形（船後光）或蓮瓣形。此形式發源於中國北魏時期，已知最早的案例為劉宋元嘉二十八年（451年）完成的金銅佛像。流傳至日本後，以推古天皇三十一年（623年）完成、法隆寺金堂供奉之釋迦三尊像最為著名，鎌倉時代（1192年－1333年）起亦流行製作善光寺式阿彌陀三尊，至今尚存200尊以上。

## 另見
- 三身佛
- 三世佛
- 三清道祖
- 三元大帝
- 三柱之神
- 三神一體
- 三位一體